# Xã Rifle, Quận Hettinger, Bắc Dakota
Xã Rifle (tiếng Anh: Rifle Township) là một xã thuộc quận Hettinger, tiểu bang Bắc Dakota, Hoa Kỳ. Năm 2010, dân số của xã này là 43 người.